# District de Soissons
1790–1795
Entités suivantes :
- Arrondissement de Soissons

Le district de Soissons était une division territoriale française du département de l'Aisne de 1790 à 1795. 

## Composition
Il était composé de 11 cantons : Acy, Bazoches, Braisne, Bucy, Cœuvres, Oulchy-le-Château, Septmont, Soissons, Vailly, Vic-sur-Aisne et Villers-Cotterêts.

## Liens
- Réduction des justices de paix en 1801 - Département de l'Aisne